# Osman Yıldırım
Osman Yıldırım (* 12. Juli 1965 in Tonya) ist ein ehemaliger türkischer Fußballspieler und Fußballtrainer. Aufgrund seiner langjährigen Tätigkeit für Sarıyer SK wird er mit diesem Verein in Verbindung gebracht und als einer der wichtigsten Spieler der Vereinsgeschichte angesehen. So war er an den größten Erfolgen der Vereinsgeschichte beteiligt und ist mit 191 Erstligaeinsätzen für Sarıyer nach Sercan Görgülü (223 Einsätze), Cengiz Güzeltepe (202 Einsätze) und Engin Ülker (196 Einsätze) der Spieler mit den vierthäufigsten Süper-Lig-Einsätzen der Vereinsgeschichte.

## Spielerkarriere

### Verein
Die Anfänge von Yıldırıms Spielerkarriere sind undokumentiert. Im Sommer 1984 wurde er beim Istanbuler Erstligisten Sarıyer SK in den Profikader aufgenommen und absolvierte in dieser Spielzeit zwei Ligaspiele. Nachdem er dann zwei Spielzeiten lang ohne Pflichtspieleinsatz geblieben war, schaffte er in der Saison 1987/88 seinen Durchbruch und erkämpfte sich gleich zu Saisonbeginn einen Stammplatz. Mit 42 Pflichtspieleinsätzen war er in dieser Saison der Spieler mit den meisten Einsätzen seiner Mannschaft. In der nächsten Saison erreichte er mit seinem Team den 4. Tabellenplatz der 1. Lig, wodurch die beste Erstligaplatzierung der Vereinsgeschichte wiederholt wurde. Auch in den nachfolgenden zwei Spielzeiten belegte Yıldırım mit seiner Mannschaft immer obere Tabellenplätze und gehörte im Dekandenwechsel 1980er/1990er-Jahre zu den stärksten türkischen Klubs. In der Saison 1989/90 stieg Yıldırım auch zum türkischen A-Nationalspieler auf. Mit Sarıyer spielte Yıldırım bis zum Sommer 1994 in der 1. Lig und verfehlte dann den Klassenerhalt. Nach dem Abstieg blieb Yıldırım seinem Verein treu und spielte eine weitere Saison in der 2. Futbol Ligi.
Da sein Verein zum Sommer 1995 den direkten Wiederaufstieg verfehlt hatte, wurde eine Kaderrevison durchgeführt als dessen Folge auch Yıldırım den Verein verließ. Er wechselte erst zum Istanbuler Drittligisten Küçükçekmecespor und eineinhalb Spielzeiten später zum Stadtrivalen und Zweitligisten Nişantaşıspor. Nachdem er die Hinrunde der Saison 1997/98 beim Drittligisten Gönenspor verbracht hatte, wechselte er zum Istanbuler Amateurverein Büyükdere SK und ließ hier seine Karriere ausklingen.

### Nationalmannschaft
Yıldırım begann seine Nationalmannschaftskarriere 1990 mit einem Einsatz für die türkische Nationalmannschaft im Testspiel gegen die dänische Nationalmannschaft. Bis zum April 1991 absolvierte Yıldırım ein weiteres Länderspiel und wurde anschließend nicht mehr nominiert.

## Trainerkarriere
Yıldırım begann 2000 seine Trainerkarriere und arbeitete als erste Tätigkeit bei seinem langjährigen Arbeitgeber Sarıyer SK als Jugendtrainer. Bereits ein halbes Jahr später stieg er bei diesem Klub zum Co-Trainer der Profimannschaft auf. Nachdem er als Co-Trainer bei einigen unterklassigen Istanbuler Erstligisten tätig gewesen war, übernahm er im September 2012 den Amateurverein Yeniköyspor als Cheftrainer. Zur Saison 2014/15 wurde er beim Istanbuler Amateurklub Çengelköyspor als neuer Cheftrainer vorgestellt.

## Erfolge
Mit Sarıyer SK
- Vierter der Süper Lig: 1985/86, 1988/89, 1990/91
- Fünfter der Süper Lig: 1989/90